# Javorje (Novi Vinodolski)
Pour les articles homonymes, voir Javorje.
Javorje est une localité de Croatie située dans la municipalité de Novi Vinodolski et dans le comitat de Primorje-Gorski Kotar. En 2001, la localité comptait 3 habitants.

## Démographie
| 1948 | 1953 | 1961 | 1971 | 1981 | 1991 | 2001 |
| ---- | ---- | ---- | ---- | ---- | ---- | ---- |
| 112  | 88   | 55   | 23   | 4    | 4    | 3    |